# Me gustas tú (canción)
«Me gustas tú» es el segundo sencillo del cantautor francés Manu Chao del álbum Próxima estación... Esperanza (2001). Ha demostrado ser una de las canciones más populares del artista en todo el mundo. Sus letras muestran una estructura simple pero pegadiza, y está todo cantado en español, aunque el coro es en francés. La canción, así como otras dos canciones del mismo álbum, «La primavera» e «Infinita tristeza», cuentan con la misma música de fondo. De hecho, en el álbum, «La primavera» se desvanece y los lleva a «Me gustas tú». La canción fue incluida en la banda sonora de la película de 2003 Érase una vez en México. La Sonora Dinamita, un grupo de cumbia colombiano hizo una versión en su álbum Yo soy la cumbia.
El 12 de mayo de 2025 la cantante británica Dua Lipa, en el marco de su gira Radical Optimism interpretó Me gustas túven el Movistar Arena de Madrid. El motivo es que en cada uno de los conciertos ofrecidos por la artista durante la misma, cantará una canción propia del país que visite. Además, como ella misma dijo: "La próxima canción es muy especial para mí porque cuando yo era más joven yo viví en Prístina (Kosovo) y allí no teníamos muchos artistas que vienen para cantar. Pero hay un artista de España que vino. Desde ese momento, esa canción es una de mis favoritas. Es Me gustas tú de Manu Chao".https://los40.com/2025/05/13/dua-lipa-explica-la-emotiva-razon-por-la-que-ha-cantado-me-gustas-tu-de-manu-chao-en-su-segundo-concierto-en-madrid/

## Vídeo musical
Un vídeo musical fue producido para la canción en Urrao, Colombia, con Manu Chao bailando y cantando las letras, mientras que algunas palabras aparecen en la pantalla, siempre rodeado de un marco de patrones de colores. Una mujer rubia (Paz Gómez) baila y canta junto a él al final de la canción.

## Lista de canciones
Sencillo en CD
1. «Me gustas tú» — 3:58
2. «La primavera» — 1:52
3. «Infinita tristeza» — 3:56

## Certificaciones
| País    | Certificación | Fecha                   | Ventas certificadas |
| ------- | ------------- | ----------------------- | ------------------- |
| Francia | Oro           | 19 de diciembre de 2001 | 250 000             |
| Bélgica | Oro           | 17 de agosto de 2001    | 25 000              |
| Italia  | Oro           | 3 de diciembre de 2001  | 25 000              |

## Posicionamiento
| Lista (2001)                       | Mejor posición |
| ---------------------------------- | -------------- |
| Austria (Ö3 Austria Top 40)        | 29             |
| Bélgica (Ultratop 50 flamenca)     | 11             |
| Bélgica (Ultratop 40 valona)       | 8              |
| España (PROMUSICAE)                | 1              |
| Estados Unidos (Latin Pop Airplay) | 27             |
| Francia (SNEP)                     | 2              |
| Italia (FIMI)                      | 1              |
| Países Bajos (Dutch Top 40)        | 28             |
| Suecia (Hitlistan)                 | 51             |
| Suiza (Schweizer Hitparade)        | 11             |

| Listas de fin de año (2001)      | Posición |
| -------------------------------- | -------- |
| Belgian (Flanders) Singles Chart | 66       |
| Belgian (Wallonia) Singles Chart | 47       |
| French Singles Chart             | 22       |
| Swiss Singles Chart              | 41       |

### Sucesión en listas
| Anterior: «It's Raining Men» de Geri Halliwell | FIMI — Sencillo Nro 1 11 de mayo de 2001 — 18 de mayo de 2001                     | Siguiente: «Clint Eastwood» de Gorillaz |
| Anterior: «Dream On» de Depeche Mode           | Lista musical de España — Sencillo Nro 1 14 de mayo de 2001 — 11 de junio de 2001 | Siguiente: «Prohibida» de Raúl          |